# Ботанічний сад Хакгала
Ботанічний сад Гакґала (англ. Hakgala Botanical Garden) — ботанічний сад у Шри-Ланці.
Ботанічний сад є членом міжнародної організації ботанічних садів (BGCI), його міжнародний ідентифікаційний код HAKGL.
Відкритий щодня з 8:00 до 17:30.

## Опис
Ботанічний сад знаходиться в окрузі Нувара-Елія Центральної провінції, за 10 км на південний схід від курорту Нувара-Елія по дорозі Нувара-Елія — Бадулла. Один з найвисокогірніших ботанічних садів світу, розташований на висоті близько 1750 метрів над рівнем моря на північно-східному схилі гори Гакґала, висота якої сягає 2169 метрів.

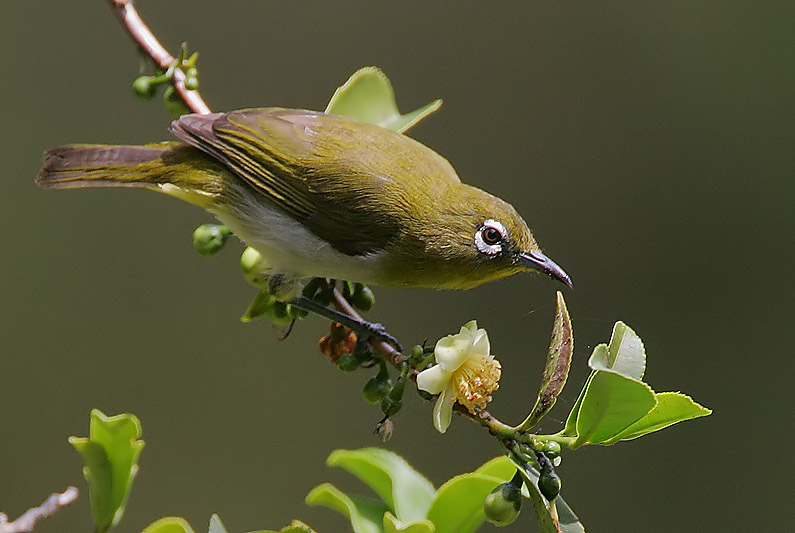
Zosterops ceylonensis у ботанічному саду Гакґала

Ботанічний сад Гакґала є другим за площею ботанічним садом Шрі-Ланки після Королівського ботанічного саду Піраденія, його загальна площа становить 28 гектарів.
Через значну висоту над рівнем моря в саду прохолодний помірний клімат. Найнижча зафіксована температура в ботанічному саду 3°С. Сад відчуває вплив двох мусонів: південно-західного з травня по серпень і північно-східного з жовтня по грудень, середньорічна норма опадів становить приблизно 2300 мм.
Сад був створений 1861 року як експериментальний сад для вирощування хінного дерева, кора якого використовувалась для лікування малярії. Після того, як хінне дерево замінили чайні кущі як основна експортна культура, в експериментальному саду вирощували кущі різних сортів чаю. У 1884 році сад був перетворений у ботанічний сад, де було посаджено багато рослин субтропічного і помірного поясу.
У ботанічному саду росте більше ніж 10 тисяч видів рослин, але найширше представлені орхідеї і троянди. Також представлені евкаліпти, камфорні і чайні дерева, сосни, казаурини, кипариси, кедри гімалайські, дуби черешчаті, Cupressus macrocarpa, Syncarpia glomulifera, Rhodoleia championii, Michelia nilagirica, Rhododendron zeylandicum, Streptosolen jamesonii, Santolina chamaecyparissus. Дерев'яні містки через невеликі струмочки надають саду особливу чарівність.
Кількість відвідувачів ботанічного саду — близько 500 тисяч на рік. 